# Iwanowka (Kraj Zabajkalski)
Iwanowka (ros. Ивановка) – wieś w Rosji, w Kraju Zabajkalskim, w rejonie nerczyńsko-zawodzkim. W 2010 liczyła 683 mieszkańców.